# Weitouhua
Weitouhua of Wai T'auw Waa is het dialect van de Wai t'auw. Dit Kantonese volk woont in de New Territories en Pinghu in de stadsprefectuur Shenzhen. Buiten deze gebieden, waar ze oorspronkelijk woonden, wonen nu ook vele Wai t'auw in Engeland en Nederland. Daardoor wordt ook buiten hun jiaxiang Weitouhua gesproken, hoewel de tweede en derde generatie Wai t'auw steeds minder het Weitouhua kunnen verstaan en spreken. Zij gebruiken eerder een mengelmoes van Standaardkantonees en Nederlands  of Engels. Weitouhua is een bedreigde taal en er wordt voorspeld dat zij over vijftig jaar niet meer bestaat.
Het dialect lijkt een beetje op het Dongguanhua en Dapenghua. Het Standaardkantonees lijkt niet zo erg op Weitouhua, maar is wel verstaanbaar voor Wai t'auw.
- Sino-Tibetaanse talen
  - Chinese talen
    - Kantonees
      - Guanbaohua
        - Weitouhua

Steeds minder mensen spreken Weitouhua. Dat komt voornamelijk doordat steeds minder jongeren het van hun ouders leren en het Standaardkantonees en Hongkong-Kantonees steeds meer de plaats inneemt in het dagelijkse leven van de Wai t'auw. Ook de populariteit van dit dialect is laag, omdat men meestal voor plattelander wordt gezien in stadsgebieden van Hongkong. De Association for Conservation of Hong Kong Indigenous Languages is een organisatie die zich inzet op het behoud van Weitouhua en Hongkong-Hakka.
Weitouhua wordt meestal geromaniseerd door een vorm van jyutping of door Internationaal Fonetisch Alfabet.

## Populaire cultuur
In Hongkong worden films en series soms gemaakt op het platteland. Om het plattelandsgevoel op te krikken, praten sommige personages dialecten van autochtone Hongkongers. Hierbij worden de dialecten Weitouhua, Hongkong-Hakka en Helaohua bedoeld. Voorbeelden waar Weitouhua wordt gesproken zijn Now You See Love, Now You Don't (我爱扭纹柴) en de TVB-serie A Watchdog's Tale.

## Weitouhua alfabet beginklanken
Let op: aa, aai, ou, oi en on zijn ook een klank, zonder beginklank.
| b /p/ 巴   | p /pʰ/ 怕   | m /m/ 媽  | f /f/ 花 |
| d /t/ 打   | t /tʰ/ 他   | n /n/ 那  | l /l/ 啦 |
| g /k/ 家   | k /kʰ/ 卡   | ng /ŋ/ 牙 | h /h/ 蝦 |
| gw /kʷ/ 瓜 | kw /kʷʰ/ 誇 | w /w/ 蛙  |          |
| z /ts/ 渣  | c /tsʰ/ 叉  | s /s/ 沙  | y /j/ 也 |

## Weitouhua alfabet eindklanken
| a /aː/ 沙 | ai /aːi/ 徙 | au /aːu/ 梢 | am /aːm/ 三 |  | æng /æːŋ/ 坑 | ap /aːp/ 圾 |  | æk /æːk/ 客 |
|           | äi /ɐi/ 西  | äu /ɐu/ 收  | äm /ɐm/ 心  |  | äng /ɐŋ/ 笙  | äp /ɐp/ 濕  |  | äk /ɐk/ 塞  |
| e /ɛː/ 些 |             | eu /ɛːu/ 掉 | em /ɛːm/ 舐 |  | eng /ɛːŋ/ 鄭 | ep /ɛːp/ 夾 |  | ek /ɛːk/ 石 |
| i /iː/ 詩 |             | iu /iːu/ 消 | im /iːm/ 閃 |  | ing /ɪŋ/ 星  | ip /iːp/ 攝 |  | ik /ɪk/ 識  |
| o /ɔː/ 疏 | oi /ɔːi/ 開 | ou /ou/ 蘇  |             |  | ong /ɔːŋ/ 桑 |             |  | ok /ɔːk/ 索 |
| u /uː/ 夫 | ui /uːi/ 灰 |             |             |  | ung /ʊŋ/ 鬆  |             |  | uk /ʊk/ 叔  |
| ö /œː/ 鋸 |             |             |             |  | öng /œːŋ/ 商 |             |  | ök /œːk/ 削 |
|           |             |             |             |  |              |             |  |             |
| ü /yː/ 書 |             |             |             |  | üng /yːŋ/ 孫 |             |  | ük /yːk/ 雪 |
|           |             |             | m /m̩/ 唔    |  | ng /ŋ̩/ 吳    |             |  |             |

## Tonen
De verschillende tonen in het Weitouhua worden weergeven door cijfers. Voor mensen die Standaardkantonees kennen, is er een ezelsbruggetje om de tonen te onthouden.
- toon 1 komt overeen met de toon in het cijfer één en zeven, in het Jyutping jat1 en cat1
- toon 2 komt overeen met de toon in het cijfer negen, in het Jyutping gau2
- toon 3 komt overeen met de toon in het cijfer vier en acht, in het Jyutping sei3 en baat3
- toon 4 komt overeen met de toon in het cijfer nul, in het Jyutping ling4
- toon 5 komt overeen met de toon in het cijfer vijf, in het Jyutping ng5
- toon 6 komt overeen met de toon in het cijfer twee en zes, in het Jyutping ji6 en luk6
- toon 7, zie toon 1
- toon 8, zie toon 3
- toon 9, zie toon 6

| Toonnaam               | Yīn Píng (陰平) | Yīn Shàng (陰上) | Yīn Qù (陰去) | Yáng Píng (陽平) | Yáng Shàng (陽上) | Yáng Qù (陽去) | Yīn Rù (陰入) | Zhōng Rù (中入) | Yáng Rù (陽入) |
| ---------------------- | --------------- | ---------------- | ------------- | ---------------- | ----------------- | -------------- | ------------- | --------------- | -------------- |
| Toon(nummer)           | 1               | 2                | 3             | 4                | 5                 | 6              | 1 (7)         | 3 (8)           | 6 (9)          |
| Toonnaam in Nederlands | hoog            | midden rijzend   | midden        | laag vallend     | laag rijzend      | laag           | hoogwordend   | middenwordend   | laagwordend    |
| Tooncontour            | 55 / 53         | 35               | 33            | 21 / 11          | 13                | 22             | 5             | 3               | 2              |

## Weitouhua
Het Weitouhua dat de Waitau spreken is verwant met het Standaardkantonees en het Dapenghua.
| Nederlands             | Weitouhua                    | Dapenghua                  | Standaardkantonees           | Standaardmandarijns                       |
| ---------------------- | ---------------------------- | -------------------------- | ---------------------------- | ----------------------------------------- |
| tien                   | Siep/Sáp                     | Sáp 十                     | Sap 十                       | Sj/shi 十                                 |
| tientallen jaren       | Siep/Sáp Kie Nien 十幾年     | Sáp Kie Nien 十幾年        | Sap Keej Nien 十幾年         | ?                                         |
| hij/zij                | K'uu 佢                      | Hie 佢                     | K'euj 佢                     | T'aa/ta 他/她                             |
| grote broer            | Táai Die 大弟 /Táai Koh 大哥 | T'áai Laauw 大佬           | Taai Taj 大弟/ Taai Koh 大哥 | Gu Gu/ge ge 哥哥                          |
| broertje               | Seh Die 細弟 / Saj Laaw 細佬 | Saj Laauw 細佬             | Saj Taj 細弟/ Saj Loow 細佬  | Die Die/di di 弟弟                        |
| groot                  | Táai 大                      | T'áai 大                   | Taai 大                      | Daa/da 大                                 |
| eten                   | Siet 食/Hék                  | Hék 吃                     | Sik 食                       | Tj/chi 吃                                 |
| wees gastvrij!         | M Saj Haak Hie               | M Saj Haak Hee Joh         | M Saj Haak Heej Woh          | Boe Jong Kuh Ch'ie/bu yong ke qi 不用客氣 |
| Waarom eet je niet?    | Chong Mak M Hék Fang Aa?     | Chong Mak M Kaap Chooj Aa? | Chong Mat Mm Kaap Chooj Aa?  | ?                                         |
| We zijn hetzelfde volk | Taai Kaa Chie Kie Yang       | T'aai Kaa Chie Kie Yan     | Taai Kaa Chie Keej Yan       | ?                                         |
| Een gezond leven!      | San T'haj Kien Hôong         | San T'aj Kien Hôong        | San T'aj Kien Hôong          |                                           |
| Heb je al gegeten?     | Hek Fen Mm Tseng? 吃飯唔曾?  |                            |                              |                                           |
| Vader                  | Teh                          | Paa                        | Paa/Lo Tau                   |                                           |
| Moeder                 | Naai                         | Naai                       | Maa/Lomo                     |                                           |

## IPA
| Nederlands / hanzi | Weitouhua alfabet | Weitouhua IPA | Hongkong-Kantonees IPA | Hongkong-Kantonees | Hongkong-Hakka |
| ------------------ | ----------------- | ------------- | ---------------------- | ------------------ | -------------- |
| 1                  | yäk2              | [jɐk]         | [jɐt]                  | yät1               | yik5           |
| 2                  | yi6               | [ji:]         | [ji:]                  | yi6                | ngi5           |
| 3                  | sam1              | [sa:m]        | [sa:m]                 | sam1 of sam3       | sam1           |
| 4                  | si1               | [si:]         | [sej]                  | sei3               | si4            |
| 5                  | ng1               | [m̩]           | [m̩]                    | ng5                | ng3            |
| 6                  | luk6              | [lʊk]         | [lʊk]                  | luk6               | luk5           |
| 7                  | cäk2              | [tsʰɐk]       | [tsʰɐt]                | cät1               | cit5           |
| 8                  | bæk2              | [bæk]         | [ba:t]                 | bat3               | bat5           |
| 9                  | gäu2              | [kɐu]         | [kɐu]                  | gäu2               | giu3           |
| 10                 | säp6              | [sɐp]         | [sɐp]                  | säp6               | sip6           |
| 20/廿              | ye6               | [jɛ]          | [ja:]                  | ya6                | ngip6          |
| 30/卅              | sa1               | [sa:]         | [sa:]                  | sa1                | sap5           |
| 100/佰             | bæk2              | [bæk]         | [bak]                  | bak3               | bak5           |
| 1000/千            | cing1             | [tsʰi:ŋ       | [tsʰi:n                | cin1               | cien2          |
| 10.000/萬          | mæng6             | [mæŋ]         | [ma:n]                 | man6               | man4           |
| 100.000.000/億     | yäk2              | jɐk           | [jɪk]                  | yik1               | yi4            |